# 大宋宣和遺事
『大宋宣和遺事』（だいそうせんないじ）は、中国北宋王朝末期の皇帝徽宗の一代記の形式をとった説話集である。単に『宣和遺事』ともいう。宣和は徽宗皇帝治世終盤の年号（1119年 - 1125年）。
講談形式で歴史を語る「講史」に近く部分的に白話（口語）の文体で語られている。小説的な要素もあるが、基本的にはそれまでの説話・講談本・史書から逸話を抜き出してまとめた書である。ただし整理が十分でないため、前半と後半では文体や構成法がかなり異なるなど一貫性はない。南宋以来、都市部で流行した講談のためのネタ本として作られ、本書に載る逸話を講釈師がそれぞれ話を膨らませて語るための元になったのではないかと思われる。そのため史書には載らないような逸話も収載されており、講談や戯曲を元に形成されたと思われる『水滸伝』などの白話小説の成立過程において、この書は重要な役割を担ったと考えられており、とりわけ水滸伝成立史の研究にとって避けては通れぬ資料となっている。

## 成立年代
『宣和遺事』の作者は不明である。あるいは上記のような本書の性格上、単独の作者によるものではなく、いったん成立したものに、別人が後から幾度も逸話を付け足されていったものとも思われる。後述の水滸伝との関連部分などは他の箇所から文体的にも物語的にも独立しており、後から挿入された形跡が濃厚である。
清代の蔵書家・黄丕烈（こうひれつ、中文）が、その蔵書「士礼居叢書」に本書を宋本として収録して以来、中国においては『宣和遺事』を南宋末の成立とする説が有力である。日本では、本書に収められた逸話は多く南宋代に成立していたとするも、書物としての完成は元代まで下るとする説が強く、魯迅なども同様の説を唱えている。
近年では（これも『水滸伝』等の小説に大きな影響を与えた）戯曲のうち、明初に成立したことが明らかな「豹子和尚自還俗」という作品の中に登場する英雄の序列が、元曲における水滸戯と『宣和遺事』・『水滸伝』の中間過程と推察されることから、『宣和遺事』も明初に成立したのではないかとする説（佐竹靖彦）も登場している。このように本書の成立に関する説は、南宋末から明初までおよそ1世紀もの差があるが、いずれにしろ『宣和遺事』の成立時期は、小説『水滸伝』自体の成立年代にも絡むため、非常に重要な問題といえる。

## 記事内容
中心となるのは神宗・徽宗・欽宗の3代にわたる宋朝宮廷の逸話と歴史の流れである。
歴代皇帝が荒淫から国を滅ぼす例が語られる序盤から始まり、北宋歴代皇帝の略史、王安石の新法を経た後、文化の爛熟する徽宗時代に入り蔡京の権力掌握、首都開封の繁栄などが語られる。いっぽうで徽宗は遊女・李師師と遊興にふけり、道士・林霊素に過度に傾倒するなど国政を省みることは全くない。栄華は長く続かず、やがて方臘の乱や北方民族の侵入を招き、靖康の変で徽宗・欽宗父子が満洲（金国）に連行され、悲惨な結末をたどるいきさつを述べる。最終的には高宗が難を逃れて河南で即位し、都を杭州（臨安）に定めるまでを記す。
『宣和遺事』の書名からも明らかなとおり、本書における最重要人物は「道楽天子」とも称された徽宗皇帝であり、徽宗時代の記述が全体の8割ほどを占めている。全体としては国を誤った君主と、売国的な佞臣らを糾弾する思潮によって貫かれている。

## 水滸伝との関連
前半部、徽宗皇帝治世の出来事として、梁山泊の盗賊に関するエピソードが記載されている一部分があり（分量としてはそれほど多くはない）、登場人物の顔ぶれなどが、後の小説『水滸伝』の登場人物とほとんど一致する（ただし一致するのは名前のみで、人物設定や役柄などはかなり異なる）。そのため、水滸伝が一つのまとまった小説として成立する以前に『宣和遺事』が有力な素材の一つとなっていることは間違いない。なおこの部分は、他の部分からストーリー的にほぼ独立しており、ここでの登場人物は他の部分には登場しない。

### 梁山泊説話の内容
盗賊に関する逸話は以下の3つの部分から構成される。

#### 第一部分：花石綱
造園が趣味であった徽宗皇帝は、全国から珍妙な庭石を集める「花石綱」という徴発を行わせていた。責任者の朱勔（しゅべん、中文）は、楊志（ようし）・李進義（りしんぎ）・林冲（りんちゅう）・王雄（おうゆう）・花栄（かえい）・柴進（さいしん）・張青（ちょうせい）・徐寧（じょねい）・李応（りおう）・穆横（ぼくおう）・関勝（かんしょう）・孫立（そんりゅう）の12人に運搬を命ずる。12人は任務を全うすべく義兄弟の盟約を結ぶが、楊志が大雪により道を阻まれる。路銀もなくなり、家伝の宝刀を売ろうとするが、無頼漢とケンカになり殺してしまう。捕らえられた楊志が流刑となり護送される途中、孫立と出会う。孫立から話を聞いた李進義らの仲間が楊志を救い出し、太行山に籠もって山賊となる。
現行の水滸伝の第12回では、楊志が花石綱の任務に失敗し、恩赦を機に都へ上るが再起を果たせず、金のために宝刀を売ろうとしてチンピラにケンカを売られ殺してしまう話が存在し、上記の内容とほぼ同じである。しかし、他の登場人物は水滸伝では全く違う役割で登場する。

#### 第二部分：智取生辰綱
時の宰相・蔡京の誕生日を祝うため、北京の留守・梁師成は10万貫もの財宝を贈らせる。しかし運搬途中に現れた酒屋から購入した酒に眠り薬が仕込まれていたため、運搬隊は全員昏睡し、その間に財宝を奪われてしまった。捜査の結果、財宝を奪った盗賊は鄆城県石碣村に住む晁蓋・呉加亮・劉唐・秦明・阮進・阮通・阮小七・燕青の8人と判明した。早速鄆城県に逮捕命令が下るが、押司（小役人）の宋江は、捕り手の董平が到着する前に密かにこれを晁蓋ら内通し、8人を逃がす。晁蓋らは第一部分の12人の盗賊を誘い、20人で義兄弟となって太行山梁山濼に籠もる。
この部分は現行水滸伝の第14回から第18回までの内容とほぼ重なっている。ただし、秦明と燕青は加わっておらず、全く別の場所で活躍する。水滸伝では石碣村は漁師の阮三兄弟が住む村で、晁蓋は東渓村の保正（名主）となっている。なお、ここで登場する「太行山梁山濼」（濼は泊の異体字）なる地名は実在しない（太行山は山西、梁山泊は山東で、かなり離れた全く別の場所である）。現行の水滸伝においても地理的記述はかなりいい加減である。

#### 第三部分：閻婆惜殺害
晁蓋は宋江に謝礼の金を贈るが、宋江がそれを妾の閻婆借に預ける。宋江は休暇で故郷に帰る途中、漁師の旧友・杜千と張岑から索超という男を紹介され、さきの董平とあわせて4人に梁山濼入りを勧め、晁蓋への紹介状を書く。故郷から鄆城県へ帰ってきた宋江だが、閻婆惜が他の男と寝ていたのを見て怒り、殺してしまう。宋江は捕り手から逃れるため、九天玄女の廟の中に隠れるが、そこで1巻の天書を発見する。その中には李進義や晁蓋ら36名の名前が書いてあり、これらを率いて忠義を尽くせとあった。そこで宋江は朱同・雷横・李逵・戴宗・李海ら9人を伴って梁山泊へ赴くが、すでにこのとき晁蓋は死亡していた。李進義・呉加亮らは天書の話を聞いて運命を悟り、宋江を首領に迎える。その後、魯智深・張横・呼延綽の3人が加入。勢揃いした36人を率い、元帥張叔夜（ちょうしゅくや、中文）に帰順して、方臘の乱を鎮め、節度使に任命された。
この部分は、現行の水滸伝の第20回・21回の宋江の閻婆惜殺しにあたる。なお、元々いた20人に4人加わり9人増え、晁蓋が死んだ後3人加入したので全体で35人となるはずだが、文中では「宋江と36人」と語られている。

### 現行水滸伝との比較
宋江が九天玄女廟で発見した天書に書かれた36人の名の一覧は、ほとんどが現行の水滸伝の重要人物と重なる。ただし、本文中に出てくる人物と、この一覧表とでは以下のような差異がある。
- 本文中に「阮通」とある人物が、一覧では「阮小五」になっている。
- 本文中に「関勝」とある人物が、一覧では「関必勝」になっている。
- 本文中には「一丈青・張横」とある人物が、一覧には入っていない。
- 一覧に「九紋龍・史進」「入雲龍・公孫勝」「浪裏白跳・張順」「行者・武松」「拚命三郎・石秀」とある人物が、本文中には登場しない。そのうちの４人が宋江が伴ってきた９人のうちの残り４人で、１人が「一丈青・張横」に当たると考えるのが素直な読み方ではあるが、確証がない。（下の「一丈青」に関する註を参照。また、下の参考文献の訳者はその註の中で、「この項に挙げてある人数には解しかねるものがある。」としている。）

『宣和遺事』における一覧と『水滸伝』第71回における一覧（→水滸伝百八星一覧表）との比較は以下の通り（異なる部分を太字としている）
| 宣和遺事 | 宣和遺事 | 宣和遺事 | 水滸伝 | 水滸伝   | 水滸伝 |
| 席次     | あだ名   | 名前     | 席次   | あだ名   | 名前   |
| -------- | -------- | -------- | ------ | -------- | ------ |
| -        |          | 宋江     | 1      | 呼保義   | 宋江   |
| 1        | 智多星   | 呉加亮   | 3      | 智多星   | 呉用   |
| 2        | 玉麒麟   | 李進義   | 2      | 玉麒麟   | 盧俊義 |
| 3        | 青面獣   | 楊志     | 17     | 青面獣   | 楊志   |
| 4        | 混江龍   | 李海     | 26     | 混江龍   | 李俊   |
| 5        | 九紋龍   | 史進     | 23     | 九紋龍   | 史進   |
| 6        | 入雲龍   | 公孫勝   | 4      | 入雲龍   | 公孫勝 |
| 7        | 浪裏白跳 | 張順     | 30     | 浪裏白跳 | 張順   |
| 8        | 霹靂火   | 秦明     | 7      | 霹靂火   | 秦明   |
| 9        | 活閻羅   | 阮小七   | 31     | 活閻羅   | 阮小七 |
| 10       | 立地太歳 | 阮小五   | 29     | 短命二郎 | 阮小五 |
| 11       | 短命二郎 | 阮進     | 27     | 立地太歳 | 阮小二 |
| 12       | 大刀     | 関必勝   | 5      | 大刀     | 関勝   |
| 13       | 豹子頭   | 林冲     | 6      | 豹子頭   | 林冲   |
| 14       | 黒旋風   | 李逵     | 22     | 黒旋風   | 李逵   |
| 15       | 小旋風   | 柴進     | 10     | 小旋風   | 柴進   |
| 16       | 金鎗手   | 徐寧     | 18     | 金鎗手   | 徐寧   |
| 17       | 撲天鵰   | 李応     | 11     | 撲天鵰   | 李応   |
| 18       | 赤髪鬼   | 劉唐     | 21     | 赤髪鬼   | 劉唐   |
| 19       | 一直撞   | 董平     | 15     | 双鎗将   | 董平   |
| 20       | 挿翅虎   | 雷横     | 25     | 挿翅虎   | 雷横   |
| 21       | 美髯公   | 朱同     | 12     | 美髯公   | 朱仝   |
| 22       | 神行太保 | 戴宗     | 20     | 神行太保 | 戴宗   |
| 23       | 賽関索   | 王雄     | 32     | 病関索   | 楊雄   |
| 24       | 病尉遅   | 孫立     | 39     | 病尉遅   | 孫立   |
| 25       | 小李広   | 花栄     | 9      | 小李広   | 花栄   |
| 26       | 没羽箭   | 張青     | 16     | 没羽箭   | 張清   |
| 27       | 没遮攔   | 穆横     | 24     | 没遮攔   | 穆弘   |
| 28       | 浪子     | 燕青     | 36     | 浪子     | 燕青   |
| 29       | 花和尚   | 魯智深   | 13     | 花和尚   | 魯智深 |
| 30       | 行者     | 武松     | 14     | 行者     | 武松   |
| 31       | 鉄鞭     | 呼延綽   | 8      | 双鞭     | 呼延灼 |
| 32       | 急先鋒   | 索超     | 19     | 急先鋒   | 索超   |
| 33       | 拚命三郎 | 石秀     | 33     | 拚命三郎 | 石秀   |
| 34       | 火船工   | 張岑     | 28     | 船火児   | 張横   |
| 35       | 摸著雲   | 杜千     | 83     | 摸着天   | 杜遷   |
| 36       | 鉄天王   | 晁蓋     | -      | 托塔天王 | 晁蓋   |

現行の水滸伝と比較して、以下のような違いが見られる。
- 『宣和』では、宋江が36人の中に入っておらず、「宋江と36人」で総勢37人となっている。『水滸』では、宋江は天罡星（上位幹部）36人の中の筆頭となっている。
- 『水滸』では、これらのほかに地煞星（下位幹部）72人の計108人の頭領がいる。
- 『宣和』では、すでに死亡した晁蓋が36人の中に入っている（しかも最下位）が、『水滸』ではやはり早く死亡した晁蓋は36人の中には入っていない（36人の上に位置する番外扱い）。
- 『宣和』で36人中に入っている孫立、杜千（杜遷）は『水滸』では地煞星に地位を落としている。
- いっぽう『水滸』で天罡星の中にいる解珍・解宝らは『宣和』には登場していない。ただし『宣和』以前の宋末元初に成立したと思われる龔世与（きょうせいよ）の「宋江三十六人賛[2]」（これも水滸伝成立史の重要な史料である）の中には、解珍・解宝の2人は入っている。
- 『宣和』で「張青」とある人物は『水滸』では「張清」となっている。一方で『水滸』では新たに「張青」（第102位、あだ名は菜園子）という人物が全く別に登場している。
- 『宣和』で本文中に登場しながら一覧にいない「一丈青・張横」という人物は、『水滸』の「船火児・張横」との関連を思わせる。しかし『宣和』の方には「火船工・張岑」という人物がおり、あだ名から考えるとこちらの方が近い。いっぽう『水滸』では「一丈青」というあだ名を持つ「扈三娘」（第59位）という人物が別に登場している。

## 日本語訳書
- 神谷衡平[3] 訳『大宋宣和遺事』、《中国古典文学全集 第7巻 『京本通俗小説-雨窓欹枕集-清平山堂話本-大宋宣和遺事』 平凡社 1958年》に収録。原文4巻を6巻54篇に再構成したものであるが、推敲中に訳者急逝のため遺稿として1951年著の解説草稿とともに収録したもの。

## 注・出典
1. ↑  「仝」は「同」の異体字である。
2. ↑  「宋江三十六人賛」は南宋末の画家龔聖与（名は開、聖与は字、1222年？ - ？）によって描かれた、宋江を初めとする総勢36人の姿を描いた肖像画。現在は散佚して見ることはできないが、周密（中文）（しゅうみつ、周密の『癸辛雑識』（きしんざっしき）に賛（描かれた人物への賛辞）が引用されており、中身を窺い知ることができる。これも水滸伝成立史の重要な史料である。「宋江三十六人賛」における序列は、1.宋江、2.呉学究、3.盧俊義、4.関勝、5.阮小七、6.劉唐、7.張清、8.燕青、9.孫立、10.張順、11.張横、12.阮小二、13.魯智深、14.武松、15.呼延綽、16.李俊、17.史進、18.花栄、19.秦明、20.李逵、21.柴進、22.雷横、23.戴宗、24.索超、25.阮小五、26.楊志、27.楊雄、28.董平、29.解珍、30.朱仝、31.穆横、32.石秀、33.解宝、34.晁蓋、35.徐寧、36.李応の順である。晁蓋は第34位。孫立が入っており、公孫勝・林冲がいない。盧俊義・楊雄・阮小二は『宣和』よりも『水滸』の名に近い一方、呼延綽・穆横は『宣和』と同じである。呉学究は『宣和』では呉加亮。『水滸』では姓名は呉用、字は学究、号を加亮先生としている。
3. ↑  かみやこうへい、1883-1958年、東京外国語学校教授（当時）